# Simpf János
Simpf János (Józsefháza, 1951. február 26. – Gyulafehérvár, 1989. május 28.) erdélyi magyar katolikus pap, tanár és költő.

## Életútja, munkássága
A középiskolát Nagybányán végezte, érettségi után Gyulafehérváron a Római Katolikus Hittudományi Főiskolán teológiai tanulmányokat folytatott. 1976-tól Mezőpetriben káplán, 1977-től Tiszahosszúmezőn plébános. 1981-től a Gyulafehérváron működő középfokú kántoriskolában magyar irodalmat tanított; magyar és világirodalmi jegyzeteit hallgatói számára sokszorosította.
Verseiben örömeit, gyötrődéseit örökítette meg, élménye a hit, a hivatás, a magány, a család, a felé áradó szeretet. Verseinek fennmaradását a Ceaușescu-diktatúra idején úgy látta biztosítottnak, ha tanítványaira bízza azokat. Halála után mintegy 150 versét gyűjtötték össze és rendezték sajtó alá tanítványai. Még mindig maradtak kéziratban munkái, köztük Példatár (1973); Isten a magyar költészetben (1974); Isten a világirodalomban (1975).

## Kötetei
- A józsefházi sírhalom (Gyékényes, 1996)
- Versek (Nagyvárad, 2004)
- Mária-költészetünk címmel összeállított gyűjteményét az Ady Endre Társaság jelentette meg (Szatmárnémeti, 2008)